# جاك ويليامسون (لاعب كرة قدم)
جاك ويليامسون (بالإنجليزية: Jack Williamson)‏ هو لاعب كرة قدم أسترالية ولاعب كرة قدم أسترالي، ولد في 20 مايو 1907 في Woori Yallock ‏ في أستراليا، وتوفي في 14 أغسطس 1965 في ملبورن في أستراليا. لعب مع نادي إسندون لكرة القدم.

## وصلات خارجية
- جاك ويليامسون على موقع AustralianFootball.com (الإنجليزية)
- جاك ويليامسون على موقع AFLtables.com (الإنجليزية)